# Svarttjärnen (Färnebo socken, Värmland, 663042-140460)
Svarttjärnen är en sjö i Filipstads kommun i Värmland och ingår i Göta älvs huvudavrinningsområde. Sjön har en area på 0,149 kvadratkilometer och ligger 140,2 meter över havet. Sjön avvattnas av vattendraget Svarttjärnsälven (Stöpsjöälven).

## Delavrinningsområde
Svarttjärnen ingår i det delavrinningsområde (663100-140443) som SMHI kallar för Mynnar i Timsälven. Medelhöjden är 179 meter över havet och ytan är 22,66 kvadratkilometer. Räknas de 2 avrinningsområdena uppströms in blir den ackumulerade arean 88,71 kvadratkilometer. Svarttjärnsälven (Stöpsjöälven) som avvattnar avrinningsområdet har biflödesordning 4, vilket innebär att vattnet flödar genom totalt 4 vattendrag innan det når havet efter 363 kilometer. Avrinningsområdet består mestadels av skog (73 procent). Avrinningsområdet har 1,7 kvadratkilometer vattenytor vilket ger det en sjöprocent på 7,5 procent.